# Задоброва
Задоброва (словен. Zadobrova) — поселення в общині Целє, Савинський регіон, Словенія. 
Висота над рівнем моря: 254,8 м.